# Rhodesiella nepalensis
Rhodesiella nepalensis är en tvåvingeart som beskrevs av Cherian 2002. Rhodesiella nepalensis ingår i släktet Rhodesiella och familjen fritflugor.
Artens utbredningsområde är Nepal. Inga underarter finns listade i Catalogue of Life.